# Nils Gunnar Kållberg
Nils Gunnar Kållberg, född 7 februari 1912 i Göteborg, död 7 mars 1995 i Mariestad, var en svensk väg- och vattenbyggnadsingenjör.
Kållberg, som var son till kriminalkonstapel A. Kållberg och Ingrid Christensson, avlade teknisk studentexamen 1931, utexaminerades från Chalmers tekniska institut 1935 och bedrev även specialstudier vid Kungliga Tekniska högskolan. Han blev stadsingenjör i Vaxholms stad 1942, stadsingenjör, stadsarkitekt och byggnadschef i Falkenbergs stad 1944, stadsingenjör i Vaxholms stad 1947, stadsingenjör och byggnadschef i Töreboda köping 1954, i Hedemora stad 1957 och i Filipstads stad från 1962. Han blev kapten i Väg- och vattenbyggnadskåren 1947.